# 5057 Weeks
5057 Weeks è un asteroide della fascia principale. Scoperto nel 1987, presenta un'orbita caratterizzata da un semiasse maggiore pari a 3,1249041 UA e da un'eccentricità di 0,1466125, inclinata di 6,99693° rispetto all'eclittica.